# Natatolana variguberna
Natatolana variguberna is een pissebed uit de familie Cirolanidae. De wetenschappelijke naam van de soort is voor het eerst geldig gepubliceerd in 1981 door Holdich, Harrison & Bruce.